# Focalor

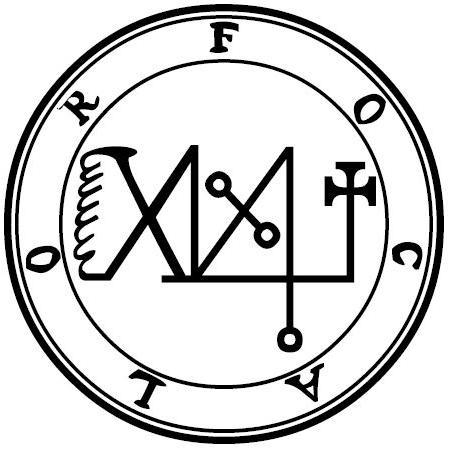
Sceau de Focalor.

Le Lemegeton mentionne Focalor en 41e position de sa liste de démons tandis que la Pseudomonarchia daemonum le mentionne en 44e position,.
Général des enfers, Focalor apparait sous l'apparence d'un homme ayant des ailes de griffon. Il commande à la mer, au vent, renverse les vaisseaux de guerre dans les flots et tue les bourgeois, les jetant dans les flots. Il commande 30 légions et obéit en rechignant aux exorcistes.

## Dans la culture populaire
- Genshin Impact : Les noms des Archons (dieux élémentaires) sont inspirés de démons de l'Ars Goetia. Le nom de l'Archon Hydro (élément de l'eau) est inspiré de Focalor. Elle est nommée Foçalors dans la version française et son nom est prononcé [fosalɔʁ] dans la version doublée en anglais (les autres langues conservent le son [k] d'origine)[4].